# Dejan Stanković
Dejan „Deki” Stanković (în sârbă Дејан Станковић, sr[dějan stǎːŋkoʋitɕ], n. 11 septembrie 1978, Belgrad, RS Serbia, RSF Iugoslavia) este un antrenor sârb de fotbal și fost jucător. A fost căpitanul echipei naționale a Serbiei din 2007 până în 2011, când și-a anunțat retragerea din fotbalul internațional. A jucat pe postul de mijlocaș ofensiv, care putea juca pe benzi și pe postul de mijlocaș defensiv. Un jucător tenace și sârguincios, „Deki”, așa cum este poreclit, a fost cel mai bine cunoscut pentru eficiența, pasele precise și creativitate, precum și pentru abilitatea sa de a înscrie goluri de la distanță; avea un bun joc aerian și era cunoscut pentru influența lui pe teren. Stankovic și-a început cariera la Steaua Roșie Belgrad, înainte de a ajunge la Lazio în 1998. A petrecut mai mult de cinci ani la ultimul club amintit înainte de a se alătura lui Inter.
La 13 iunie 2010, Stankovic a devenit primul jucător care a reprezentat trei echipe naționale diferite la Campionatul Mondial: FR Iugoslavia, Serbia și Muntenegru și Serbia.
Stankovic a crescut în Zemun, o municipalitate din Belgrad. Ambii părinți, Borislav și Dragica, au lucrat și ei în fotbal.

## Cariera pe echipe

### Steaua Roșie Belgrad
Stankovic a început să joace fotbal pentru FK Teleoptik din Zemun. A fost remarcat de unul dintre antrenorii echipelor de juniori a Stelei Roșii Belgrad, Branko Radović, la vârstă de 14 ani, care l-a adus la echipă. Stanković a trecut apoi la fiecare categorie de vârstă a clubului din orașul său natal. La echipele de tineret, a fost antrenat de Vladimir Petrović, jucând alături de viitorii fotbaliști profesioniști Nikola Lazetić și Nenad Lalatović.
În timpul sezonului 1994-1995, debutul lui Stanković la prima echipă s-a produs sub comanda antrenorului Ljupko Petrović, într-un meci cu OFK Belgrad de pe 11 februarie 1995. Luptând pentru un loc în echipa condusă, printre alții, de Rambo Petković, Darko Kovačević și Nebojša Krupniković, Stankovic, atunci în vârstă de 16 ani, a jucat în șapte meciuri din campionatul care avea să fie câștigat de echipa sa. El a marcat primul său gol împotriva lui Budućnost Podgorica, devenind titular și unul dintre favoriții fanilor.
La începutul anilor '90, Steaua Roșie a fost interzisă din cauza unei sancțiuni internaționale a ONU impusă asupra FR Iugoslavia, ceea ce înseamnă că echipa nu putea concura în nicio competiție europeană. Interdicția a fost ridicată înaintea sezonului 1995-1996, iar după un an, Stankovic a jucat un rol imens într-o victorie memorabilă în dublă manșă obținută cu 1. FC Kaiserslautern în Cupa Cupelor.
Înainte de începerea sezonului 1997-1998, a devenit capitanul echipei la vârsta de 19 ani, fiind cel mai tânăr din istoria clubului. Deși nu a câștigat campionatului, el a fost căpitanul echipei care avea să câștige două cupe ale Iugoslaviei.

### Lazio
În vara anului 1998, Stanković a fost transferat de la Lazio pentru 24 de milioane de ₤, înscriind la debutul în Serie A în fața Piacenzei, la 13 septembrie 1998. În acei ani, Lazio avea o echipă garnisită cu jucători de clasă mondială de toate vârstele și pe aproape toate pozițiile, dar Stankovic și-a obținut rapid locul de titular în primă echipă, în ciuda faptului că la echipă jucau mijlocași precum Pavel Nedvěd, Juan Sebastián Verón și Diego Simeone. El a format un cuplu formidabil de mijlocași cu Nedvěd, Veron și Simeone și a făcut parte din echipa de succes a lui  Lazio de la începutul deceniului. Efortul depus și performanțele sale impresionante i-au adus porecla „Il Dragone” („Dragonul”) din partea fanilor. După cinci ani și jumătate jucați pentru echipa alb-albastră ajunge la Internazionale Milano în februarie 2004.

### Internazionale

#### 2004-2008
După ce Stankovic a început sezonul 2003-2004 la Lazio, Biancoceleștii s-au confruntat cu probleme financiare și a fost forțat să-și vândă mulți dintre cei mai buni jucători. Echipele mari din fotbalul european știau că clubul va trebui să-și vândă mijlocașul în viitorul apropiat, astfel că a existat o competiție acerbă pentru semnătura sa în timpul ferestrei de transfer din iarna sezonului 2003-2004. Juventus a fost favorită în a-l aduce la club, semnând un acord la începutul lunii ianuarie 2004, dar jucatorul a ales-o în cele din urmă pe Internazionale. A fost cumpărat de Internazionale pentru 4 milioane de euro, care l-a trimis la schimb și pe internaționalul macedonean Goran Pandev (care a păstrat 50% din drepturile federative).
El a fost convins să semneze cu alb negri deoarece se zvonea că Inter negociază cu fostul său coechipier și antrenor de la Lazio, Roberto Mancini. La începutul lunii februarie 2004, Stankovic a debutat pentru Inter, sub conducerea antrenorului Alberto Zaccheroni, într-un meci de deplasare din Serie A cu Siena care s-a încheiat cu 4-0. La 21 februarie 2004, a înscris un gol spectaculos direct de la un corner Inter câștigând cu 1-0 în Derby della Madonnina cu rivala AC Milan. Inter a terminat campionatul pe locul patru, calificându-se astfel în Liga Campionilor. Totuși, președintele Inter Massimo Moratti nu a fost mulțumit de Zaccheroni și la sfârșitul sezonului l-a adus pe Mancini de la Lazio.
Schimbarea antrenorului a fost una propice pentru Stanković, în această perioadă fiind adus și unul din coechipierii de la Lazio - Siniša Mihajlović. La 7 mai 2006, Stankovic a jucat cel de-al 100-lea meci pentru Inter. Venind după Campionatul Mondial din 2006, el s-a aflat într-o formă excelentă chiar de la începutul sezonului de Serie A 2006-2007, marcând câteva goluri decisive. Prin golul marcat împotriva Cataniei și cel împotriva rivalei din oraș, AC Milan, Stanković a devenit unul din favoriții fanilor. Potrivit cronicilor de joc făcute de „La Gazzetta dello Sport”, Stankovic a fost ales drept omul meciului de cinci ori pe parcursul sezonului de Serie A 2006-2007. Pe 2 februarie 2007 și-a reînnoit contractul cu Inter până în 2010.

#### Sezonul 2008-2009
Odată cu sosirea lui José Mourinho în funcția de antrenor al lui Inter, în iunie 2008 au apărut mai multe speculații în presă prin care se anunța plecarea lui Stankovic de la Nerazzuri (împreună cu Adriano, Hernán Crespo, David Suazo și Nicolás Burdisso) din cauză că nu ar fi fost pe placul lui Jose Mourinho. O mulțime de jurnaliști au sugerat că prietenia lui Stankovic cu antrenorul principal Mancini și cu antrenorul Mihajlović l-au ținut mijlocașul sârb la club, chiar și atunci când nu era în formă în sezonul 2007-2008. Apoi, la sfârșitul lunii iunie, Mourinho i-a spus lui Stankovic că nu va fi luat în cantonamentul din Tirolul de Sud. S-a zvonit că este dorit de Juve, însă fanii și-au arătat dezacordul față de aducerea sa prin proteste și petiții online, deoarece el a refuzat să vină la Juventus în ianuarie 2004, și pentru că s-a bucurat exagerat după ce lui Juventul i-a fost retras titlul de Serie A 2005-2006 și i-a fost acordat lui Inter după scandalul Calciopoli. Mutarea la Juve a căzut din mai multe motive, iar Stankovic a declarat că este fericit să rămână la Inter. Cu toate acestea, discuțiile despre transfer au fost din nou stârnite de sugestia lui Mourinho de la jumătatea lunii iulie 2008, în urma declarației acestuia „Stankovic nu este același jucător ca atunci când juca la Lazio” prin care unii au considerat că zilele lui la club sunt numărate.
Stanković a rămas însă la club pentru a lupta pentru un loc de titular în echipa lui Mourinho și, imediat după începerea sezonului, a reușit să-și atingă scopul. La 19 octombrie 2008, Stanković a înscris un gol superb în victoria lui Inter cu 4-0 în fața Romei lui Luciano Spalletti de pe stadionul Olimpico. După ce a primit o pasă de la Sulley Muntari, a marcat al 24-lea gol în toate competițiile pentru Nerazzuri, terminând astfel o perioadă de secetă de peste un an. Ușurarea și răzbunarea după tot ce a suportat în timpul verii au fost evident în sărbătorirea golului său iar la interviurile după meci, Stankovic a vorbit despre bucuria pe care o simte după ce și-a revenit în formă. El a mulțumit și lui Mourinho că i-a oferit o oportunitate, chiar și după ce cei doi nu au pornit cu dreptul după pauza de vară.
În decembrie 2008, Stanković, care a devenit o piesă de neînlocuit din angrenajul lui Mourinho, a făcut un nou meci bun cu Chievo acasă: mai întâi cu o pasă printre dată lui Maxwell care a marcat primul gol al meciului, urmat de un gol marcat de el pentru 2 -0 din careu și de o pasă decisivă dată din banda dreaptă lui Zlatan Ibrahimović, într-un meci în care Inter a câștigat cu 4-2.
La 7 februarie 2009, Stankovic a sărbătorit cel de-al 200-lea meci pentru Inter în toate competițiile în jocul din deplasare cu Lecce. Inter a îmvins echipa nou-promovată cu 3-0 cu Stanković marcând al treilea gol după o lovitură liberă dată de Maicon. Forma bună a lui Stankovic a continuat, acesta marcând al doilea gol al lui Internazionale împotriva Milanului în al 270-lea Derby al lui AC Milan pe 15 februarie. Acesta s-a dovedit a fi golul câștigător după ce Alexandre Pato marcase înaintea lui. Inter a câștigat al patrulea titlu consecutiv, fiind pentru a cincea oară când Stankovic câștigă titlul în Italia.
În Liga Campionilor, a intrat în runda a doua după ce a pierdut ultimele două meciuri din grupe cu Panathinaikos și Werder Bremen. În șaisprezecimi a pierdut în fața lui Manchester United într-o dublă manșă foarte disputată. Stanković a fost integralist în meciul tur de pe San Siro. La întoarcerea la Old Trafford, Stanković a început meciul și a avut o primă repriză bună, având o ocazie în minutul 37 după un un doi cu Ibrahimović șutând de la 25 de metri, șut care a trecut milimetric pe lângă poarta lui Edwin van der Sar. Două minute mai târziu, Stanković a avut o altă ocazie bună când l-a lăsat pe drum pe Patrice Evra pe dreapta pentru a primi o centrare de la Ibrahimović de pe stânga, dar sârbul nu a reușit să-l învingă într-o situație unu la unu pe Van der Sar, șutul său trecând peste bară. În minutul 57, cu Manchester United conducând cu 2-0, iar Inter era forțată să marcheze, Mourinho l-a scos pe Stanković și l-a introdus pe atacantul Adriano. A fost cel de-al șaizeci și treilea meci în Ligii Campionilor al lui Stanković, depășindu-l pe Predrag Đorđević în fruntea listei de jucători sârbi cu cele mai multe apariții în competiție.

#### 2009-2010: Sezonul triplei

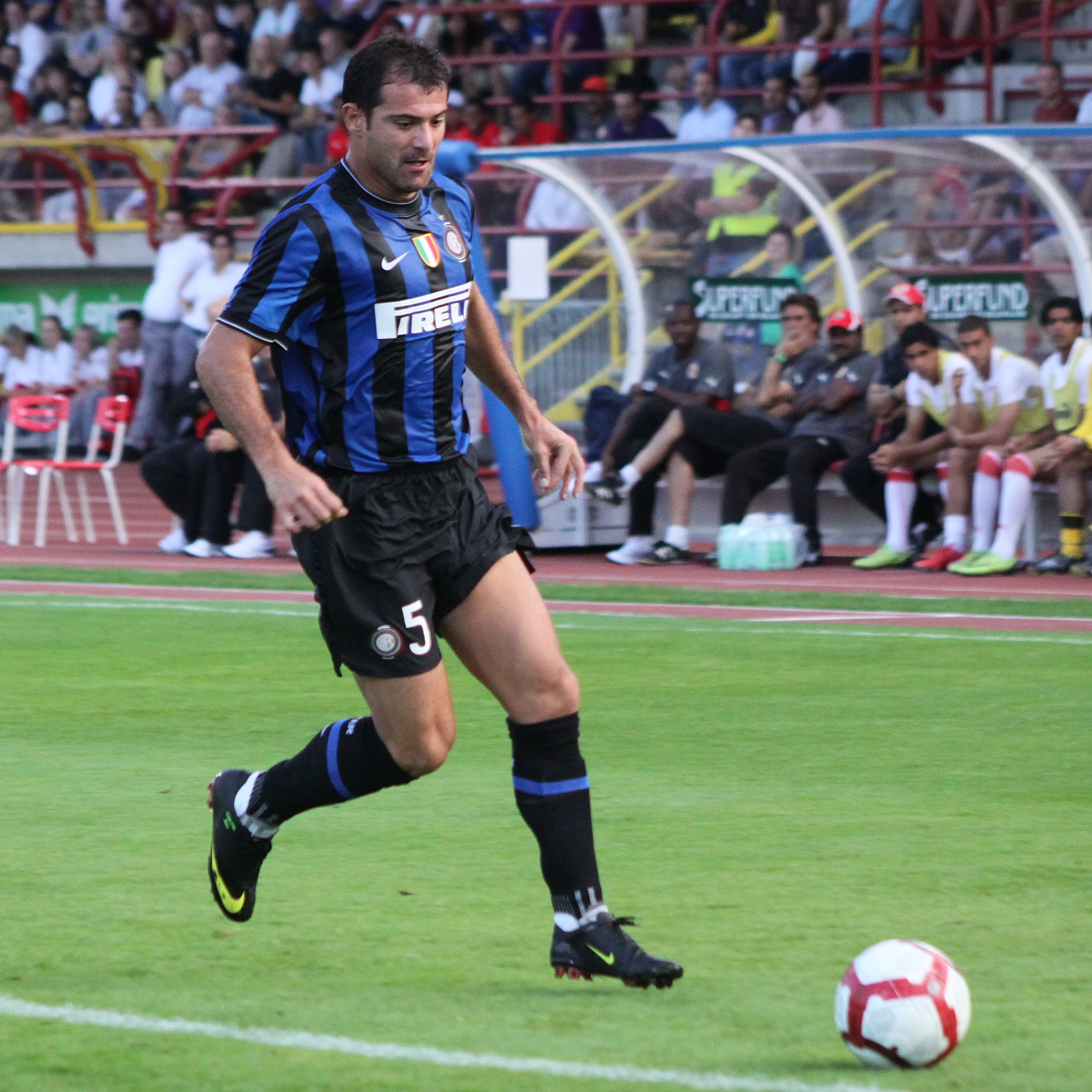
Stankovic în acțiune pentru Inter în 2009

Sezonul 2009-2010 a început bine pentru Stankovic. În derby-ul de la Milano, pe 29 august, a intrat pe teren în locul accidentatului Esteban Cambiasso. El a marcat al patrulea gol al lui Inter în meciul câștigat în fața Milanului, scor 4-0, cu o lovitură spectaculoasă de la 30 de metri după o pasă primită de la Sulley Muntari. Ulterior, a marcat împotriva lui Rubin Kazan și Udinese continuându-și forma bună sub comanda lui José Mourinho.
De asemenea, a marcat un gol de la 54 de metri dintr-o lovitură liberă într-un meci terminat cu scorul 5-0 în fața Genoei.

#### Sezonul 2010-2011
Jucând sub noul antrenor Rafael Benítez, Stankovic și-a continuat rolul obișnuit de mijlocaș ofensiv. La 28 noiembrie 2010, Stanković a marcat un hat-trick în victoria 5-2 cu Parma de pe San Siro.
La Campionatul Mondial al Cluburilor FIFA 2010 din Abu Dhabi la jumătatea lunii decembrie, Stankovic a făcut o semifinală excelentă împotriva lui Seongnam, marcând primul gol al partidei. Cu toate acestea, Benítez a decis să-l țină pe bancă în finala cu TP Mazembe, intrând pe parcursul meciului în locul lui Christian Chivu în minutul 54. Benítez a fost demis imediat, în ciuda câștigării trofeului, iar câteva săptămâni mai târziu, Stankovic și-a exprimat nemulțumirea față de decizia spaniolului de a-l lăsa pe bancă pentru finală. Deși l-a susținut pe antrenor în trecut, Stanković a declarat că Benítez pur și simplu „nu se potrivea“ la Inter. El spune că două personalități puternice s-au bătut cap în cap (jucătorii lui Internazionale după ce au câștigat Liga Campionilor și personalitatea puternică a lui Rafael Benítez), astfel că, în cele din urmă, Benitez a plecat după șase luni pe bancă.
Sub noul antrenor al echipei, Leonardo, Stankovic a continuat să fie titular la mijlocul terenului, demonstrându-și versatilitatea lui (înlocuindu-l deseori pe Wesley Sneijder la mijlocul terenului când acesta era accientat). Stanković a marcat primul gol sub noul antrenor acasă cu Bologna la jumătatea lunii ianuarie și apoi a continuat cu aceeași formă la Udinese, marcând golul de deschidere urmat de o bară într-un meci în care Inter a pierdut cu 3-1. În finala de la Coppa Italia, la Napoli, pe 26 ianuarie, Stankovic s-a accidentat la coapsă, o accidentare care ar fi trebuit să-l țină o lună pe tușă. A reușit să-și revină mai repede decât s-a preconizat, într-un meci de Serie A cu Fiorentina pe 16 februarie, în care Inter a câștigat 2-1 fiind la cinci puncte de AC Milan. Inter a reușit să o depășească pe Milan, având la un moment dat cu trei puncte mai mult, dar a fost învinsă de Milan cu 0-3 în derby.
Stanković a marcat dintr-un voleu spectaculos de la mijlocul terenului într-un meci cu Schalke 04 din turul semifinalelor Ligii Campionilor, pe 5 aprilie 2011, observând faptul că portarul Manuel Neuer era ieșit din poartă. Inter, însă, a pierdut acel meci de acasă cu 2-5. La 19 aprilie, în turul din semifinala de Coppa Italia, Stanković a înscris golul câștigător cu un alt șut spectaculos de la distanță.

## Cariera internațională
Stankovic și-a făcut debutul internațional pentru FR Iugoslavia împotriva Coreei de Sud la 22 aprilie 1998, marcând două goluri într-o victorie de 3-1. A jucat la Campionatul Mondial din 1998 și la Euro 2000 pentru echipa națională a Iugoslaviei, devenind titular incontestabil.
Echipa iugoslavă a fost redenumită Serbia și Muntenegru până la începerea calificărilor la Campionatul Mondial din 2006, iar Stankovic a început ca titular în toate meciurile, cu excepția ultimului din cauză că era accidentat, și a marcat două goluri. La Campionatul Mondial din 2006, a primit tricoul cu numărul 10, iar Savo Milošević a fost căpitanul noii echipe a Serbiei și Muntenegru la primul ei Campionat Mondial, dar nu a reușit să se califice mai departe după ce a pierdut toate meciurile din grupă cu Coasta de Fildeș, Argentina și Țările de Jos. După ce Milošević s-a retras, mijlocașul a preluat banderola de căpitan al echipei naționale de fotbal a Serbiei, după destrămarea Serbiei și Muntenegrului.
În calificările pentru Campionatul Mondial din 2010, Stanković a fost căpitanul echipei și a lipsit în doar două partide ale Serbiei. Echipa s-a calificat pentru prima dată la turneul final ca țară independentă. El a fost instrumental în victoria scor cu 1-0 cu favorita grupei, Germania, dar nu a reușit să avanseze în runda următoare din cauza înfrângerilor cu Ghana și Australia.
După ce a fost căpitan și în ultimul meci din preliminariile UEFA Euro 2012 împotriva Sloveniei, Stanković și-a anunțat retragerea din fotbalul internațional după 13 ani de la debutul său împotriva Coreei de Sud în 1998. După ce s-a speculat timp de mai mulți că va urma și un meci de retragere, Stanković a anunțat pe 11 octombrie 2013 că o astfel de partidă va avea loc. Apărând în 103 meciuri, el este jucătorul cu cele mai multe selecții pentru Serbia, având cu una mai multe decât Savo Milošević. Meciul său de retragere a fost jucat împotriva Japoniei, în care a jucat până în minutul zece, conform numărului de pe tricoul său, lăsându-i locul lui Ivan Radovanović. El a primit ovație în picioare, în timp ce și-a luat rămas bun la fotbal. Serbia a câștigat meciul cu 2-0.

## Statistici privind cariera

### Club
La sfârșitul sezonului 2012-2013
| Club                 | Sezon         | Campionat                  | Campionat | Campionat | Cupă    | Cupă   | Europa  | Europa | Altele  | Altele | Total   | Total  |
| Club                 | Sezon         | Divizie                    | Meciuri   | Goluri    | Meciuri | Goluri | Meciuri | Goluri | Meciuri | Goluri | Meciuri | Goluri |
| -------------------- | ------------- | -------------------------- | --------- | --------- | ------- | ------ | ------- | ------ | ------- | ------ | ------- | ------ |
| Steaua Roșie Belgrad | 1994–1995     | Prima Ligă a FR Iugoslavia | 7         | 0         | 0       | 0      | 0       | 0      | 0       | 0      | 7       | 0      |
| Steaua Roșie Belgrad | 1995–1996     | Prima Ligă a FR Iugoslavia | 24        | 4         | 4       | 1      | 2       | 0      | 0       | 0      | 30      | 5      |
| Steaua Roșie Belgrad | 1996–1997     | Prima Ligă a FR Iugoslavia | 26        | 10        | 6       | 1      | 5       | 2      | 0       | 0      | 37      | 13     |
| Steaua Roșie Belgrad | 1997–1998     | Prima Ligă a FR Iugoslavia | 28        | 15        | 7       | 3      | 4       | 3      | 0       | 0      | 39      | 21     |
| Steaua Roșie Belgrad | Total         | Total                      | 85        | 29        | 17      | 5      | 11      | 5      | 0       | 0      | 113     | 39     |
| Lazio                | 1998–1999     | Serie A                    | 29        | 4         | 5       | 1      | 7       | 4      | 1       | 0      | 42      | 9      |
| Lazio                | 1999–2000     | Serie A                    | 16        | 3         | 4       | 0      | 11      | 2      | 1       | 0      | 32      | 5      |
| Lazio                | 2000–2001     | Serie A                    | 21        | 0         | 2       | 1      | 9       | 0      | 1       | 0      | 33      | 1      |
| Lazio                | 2001–2002     | Serie A                    | 27        | 7         | 4       | 0      | 5       | 1      | 0       | 0      | 36      | 8      |
| Lazio                | 2002–2003     | Serie A                    | 29        | 6         | 2       | 0      | 7       | 0      | 0       | 0      | 38      | 6      |
| Lazio                | 2003–2004     | Serie A                    | 15        | 2         | 4       | 2      | 8       | 0      | 0       | 0      | 27      | 4      |
| Lazio                | Total         | Total                      | 137       | 22        | 21      | 4      | 47      | 7      | 3       | 0      | 208     | 33     |
| Internazionale       | 2003–2004     | Serie A                    | 14        | 4         | 2       | 0      | 0       | 0      | 0       | 0      | 16      | 4      |
| Internazionale       | 2004–2005     | Serie A                    | 31        | 3         | 6       | 0      | 10      | 3      | 0       | 0      | 47      | 6      |
| Internazionale       | 2005–2006     | Serie A                    | 23        | 2         | 7       | 2      | 8       | 2      | 0       | 0      | 38      | 6      |
| Internazionale       | 2006–2007     | Serie A                    | 34        | 6         | 3       | 0      | 7       | 0      | 1       | 0      | 45      | 6      |
| Internazionale       | 2007–2008     | Serie A                    | 21        | 1         | 3       | 0      | 6       | 0      | 1       | 0      | 31      | 1      |
| Internazionale       | 2008–2009     | Serie A                    | 31        | 5         | 1       | 0      | 5       | 0      | 1       | 0      | 38      | 5      |
| Internazionale       | 2009–2010     | Serie A                    | 29        | 3         | 1       | 0      | 12      | 2      | 1       | 0      | 43      | 5      |
| Internazionale       | 2010–2011     | Serie A                    | 26        | 5         | 3       | 1      | 7       | 2      | 4       | 1      | 40      | 9      |
| Internazionale       | 2011–2012     | Serie A                    | 19        | 0         | 0       | 0      | 5       | 0      | 1       | 0      | 25      | 0      |
| Internazionale       | 2012–2013     | Serie A                    | 3         | 0         | 0       | 0      | 0       | 0      | 0       | 0      | 3       | 0      |
| Internazionale       | Total         | Total                      | 231       | 29        | 26      | 3      | 60      | 9      | 9       | 1      | 326     | 42     |
| Total carieră        | Total carieră | Total carieră              | 453       | 80        | 64      | 12     | 118     | 21     | 12      | 1      | 647     | 114    |

### Internațional
- Include selecții la FR Iugoslavia (1998-2002), Serbia și Muntenegru (2003-2006) și Serbia (2006-2013)[41]

| Națională | An    | Meciuri | Goluri |
| --------- | ----- | ------- | ------ |
| Serbia    | 1998  | 10      | 3      |
| Serbia    | 1999  | 7       | 3      |
| Serbia    | 2000  | 8       | 0      |
| Serbia    | 2001  | 6       | 2      |
| Serbia    | 2002  | 8       | 0      |
| Serbia    | 2003  | 4       | 1      |
| Serbia    | 2004  | 6       | 2      |
| Serbia    | 2005  | 7       | 0      |
| Serbia    | 2006  | 5       | 1      |
| Serbia    | 2006  | 6       | 1      |
| Serbia    | 2007  | 5       | 0      |
| Serbia    | 2008  | 6       | 0      |
| Serbia    | 2009  | 7       | 0      |
| Serbia    | 2010  | 10      | 2      |
| Serbia    | 2011  | 7       | 0      |
| Serbia    | 2012  | 0       | 0      |
| Serbia    | 2013  | 1       | 0      |
| Total     | Total | 103     | 15     |

## Titluri
Steaua Roșie Belgrad
- Prima Ligă Iugoslavă (1): 1994-1995
- Cupa Iugoslaviei (3): 1994-1995, 1995-1996, 1996-1997

Lazio
- Seria A (1): 1999-2000
- Coppa Italia (2): 1999-2000, 2003-2004
- Supercoppa Italiana (2): 1998, 2000
- Cupa Cupelor (1): 1998-1999
- Supercupa Europei (1): 1999

Internazionale
- Seria A (5): 2005-2006, 2006-2007, 2007-2008, 2008-2009, 2009-2010
- Coppa Italia (4): 2004-2005, 2005-2006, 2009-2010, 2010-2011
- Supercoppa Italiana (4): 2005, 2006, 2008, 2010
- Liga Campionilor UEFA (1): 2009-10
- Campionatul Mondial al Clubului FIFA (1): 2010

### Individual
Premii
- Echipa ESM a anului (1): 2006-2007[42]
- Jucătorul sârb al anului (2): 2006,[43] 2010[44]

## Viața personală
Stankovic s-a născut la Belgrad, în prezent în Serbia, avându-i ca părinți pe Bora și Dragica. Mai are un frate, Siniša. Este căsătorit cu Ana Ačimovič, pe care a întâlnit-o la vârsta de 19 ani și care este sora fostului fotbalist profesionist Milenko Ačimovič, fostul coleg de echipă al lui Stankovic la Steaua Roșie. Cuplul are trei fii; Ștefan (2000), Filip (2002) și Aleksandar (b. 2005), iar familia locuiește în Milano. Toți cei trei fii ai săi fac parte din academia de fotbal a lui Inter Milano.
Stanković și familia sa petrec mult timp liber în capitala slovenă Ljubljana, locul de naștere al soției sale și reședința cumnatului său Milenko. În februarie 2014, Stankovic a jucat fotbal amator pentru clubul veteranilor KMN Olimpija Ljubljana, unde joacă alături de cumnatul său și alți foști fotbaliști profesioniști (de ex. Sebastjan Cimirotič, Ermin Rakovič, Igor Lazic etc.).